# Pentatlon modern la Jocurile Olimpice de vară din 2020
Competițiile de pentatlon modern la Jocurile Olimpice de vară din 2020 s-au desfășurat în perioada 5–7 august 2021 pe Musashino Forest Sports Plaza și pe Ajinomoto Stadium în Tokyo, Japonia.

## Medaliați
| Probă    | Aur                                | Argint                              | Bronz                               |
| Masculin | Joe Choong · Marea Britanie (GBR)  | Ahmed Elgendy · Egipt (EGY)         | Jun Woong-tae · Coreea de Sud (KOR) |
| Feminin  | Kate French · Marea Britanie (GBR) | Laura Asadauskaitė · Lituania (LTU) | Sarolta Kovács · Ungaria (HUN)      |